# Bijiang (socken i Kina)
Bijiang (kinesiska: 庇江乡, 庇江) är en socken i Kina. Den ligger i den autonoma regionen Guangxi, i den södra delen av landet, omkring 310 kilometer nordost om regionhuvudstaden Nanning.
Genomsnittlig årsnederbörd är 2 375 millimeter. Den regnigaste månaden är juni, med i genomsnitt 483 mm nederbörd, och den torraste är oktober, med 44 mm nederbörd.